# Gerhard Kraft
Gerhard Kraft (* 13. Dezember 1944) ist ein ehemaliger deutscher Fußballspieler. Der Stürmer gewann mit Kickers Offenbach in der Saison 1969/70 die Meisterschaft in der Fußball-Regionalliga Süd und stieg mit der Elf vom Bieberer Berg in die Fußball-Bundesliga auf.

## Karriere
Kraft ging bereits in jungen Jahren im hessischen Amateurbereich bei den Lila-Weißen vom Waldstadion des 1. FC Hochstadt, erfolgreich auf Torejagd. Er gehörte den Meistermannschaften der Jahre 1965/66 und 1966/67 an, ehe 1968/69 der Aufstieg in die Hessenliga gelang. Kraft hatte 42 Saisontore erzielt. Trotz des Aufstieges nahm er das Angebot von Bundesligaabsteiger Kickers Offenbach an und spielte zur Runde 1969/70 bei den Kickers in der damals zweitklassigen Regionalliga Süd. Das Ziel des OFC war die sofortige Rückkehr in die Bundesliga. Präsident Horst-Gregorio Canellas und seine Vorstandskollegen waren deshalb intensiv auf dem Transfermarkt aktiv und verpflichteten mit Horst Gecks, Walter Bechtold, Erwin Kremers, Helmut Kremers, Klaus Winkler, Hans Reich und dem Stürmer aus Hochstadt, sieben neue Kräfte. Trotz der namhaften internen Konkurrenz aus dem Profibereich, wurde Gerhard Kraft mit 20 Treffern Torschützenkönig der Kickers in der Saison 1969/70.
Er debütierte am 30. August 1969 beim 2:1-Auswärtserfolg bei Jahn Regensburg in der Regionalliga Süd. Am folgenden Spieltag, den 7. September, erzielte er beim 3:2-Heimerfolg gegen die Stuttgarter Kickers sein erstes Pflichtspieltor. Am 9. November 1969 zeichnete er sich beim 4:1-Heimerfolg gegen den ESV Ingolstadt als dreifacher Torschütze aus. Am 25. Januar 1970 erzielte er den Siegtreffer zum 1:0-Auswärtserfolg beim Mitkonkurrenten im Meisterschaftsrennen, den 1. FC Nürnberg. Unter den Trainern Paul Oßwald (bis Dezember 1969; beendete aus gesundheitlichen Gründen seine Tätigkeit) und Zlatko Čajkovski (ab Januar 1970) errang Offenbach mit 93:47 Toren am Rundenende die Meisterschaft. Mit einem Punkt Vorsprung vor Vizemeister Karlsruher SC und zwei Punkten Vorsprung vor dem 1. FC Nürnberg auf dem dritten Rang. Gerhard Kraft hatte 28 Regionalligaspiele absolviert und 20 Tore erzielt. Er führte damit die interne Kickers-Torschützenliste vor Gecks (17 Tore), Bechtold (12 Tore) und Roland Weida (10 Tore) an.
In der Bundesliga-Aufstiegsrunde 1970 setzten sich Kraft und Kollegen mit 12:4 Punkten gegen die Konkurrenz mit dem VfL Bochum, Hertha Zehlendorf, VfL Wolfsburg und FK Pirmasens durch und schafften damit umgehend die Rückkehr in die Bundesliga. Kraft hatte in sechs Einsätzen zwei Tore erzielt. Im Angriff liefen die Offenbacher überwiegend mit Horst Gecks, Kraft und Erwin Kremers auf. Am 3. Januar 1970 war dieses Sturmtrio auch in der 1. Hauptrunde des DFB-Pokals 1970 beim 4:1-Heimerfolg gegen TSV München 1860 im Einsatz. Kraft erzielte einen Treffer. In den weiteren Spielen des erfolgreichen Pokalwettbewerbs kam er dann nicht mehr zum Einsatz.
Mit Offenbach spielte er 1970/71 ein Jahr in der Bundesliga. Er absolvierte 13 Spiele und erzielte zwei Tore. Vor Rundenbeginn übernahm der Ex-Dortmunder Meisterspieler Aki Schmidt die Trainingsleitung. Kraft debütierte in der Bundesliga am 22. August 1970 beim 2:1-Heimerfolg gegen Werder Bremen. In seinem zweiten Bundesligaeinsatz am 19. September gegen den MSV Duisburg, schoss Kraft an der Seite der Sturmpartner Gecks und Winkler beim 2:0-Heimerfolg, sein erstes Tor in der Bundesliga. Bereits ab dem 28. September wurde Trainer Schmidt von Rudi Gutendorf abgelöst. Als mit Kuno Klötzer zum 24. Februar 1971 der dritte Trainer die OFC-Profis betreute, hatte Kraft sieben Mal aktiv in der Bundesliga mitgewirkt. Erst am 1. Mai 1971, im Endspurt um den Klassenerhalt, wurde wieder auf den Mann aus Hochstadt zurückgegriffen. In den letzten sechs Rundenspielen gegen Dortmund (1:1), Oberhausen (3:2), Essen (3:2), Schalke 04 (2:1), Eintracht Frankfurt (0:2) und am Schlusstag, den 5. Juni 1971, gegen den 1. FC Köln (2:4), kam Kraft in allen Spielen zum Einsatz. Er brachte in Köln seine Elf in der dritten Minute mit 1:0 in Führung, aber der Gastgeber setzte sich mit 4:2 Toren durch und Offenbach stieg punktgleich mit RW Oberhausen – beide Teams hatten 27:41 Punkte nach 34 Spieltagen – wieder in die Regionalliga ab. Am Tag nach dem Ligafinale lud Offenbachs Präsident Canellas zur Pressekonferenz ein, um dort mittels Tonbandaufzeichnungen Beweise über „verkaufte“ Spiele vorzulegen.
Kraft kehrte nach zwei Jahren in Offenbach zur Saison 1971/72 nach Hochstadt in die Hessenliga zurück. Unter Spielertrainer Hans Nowak bildete er mit den Sturmkollegen Horst Geis und Seppl Adam ein gefürchtetes Sturmtrio und belegte in Hessens Amateuroberhaus 1972 den sechsten beziehungsweise 1973 den vierten Rang.